# Senato delle Isole Marianne Settentrionali
Il Senato delle Isole Marianne Settentrionali (in inglese Senate of the Northern Mariana Islands) è la camera alta delle Legislatura delle Isole Marianne Settentrionali che, assieme alla Camera dei Rappresentanti, forma il ramo legislativo del territorio.
Esso è composto da 9 membri eletti per un mandato biennale.

## Composizione
Per le elezioni dei membri del Senato, il territorio è diviso in 3 distretti rappresentativi, da 3 seggi ciascuno (Saipan e la Municipalità Isole Settentrionali, Tinian e Aguijan ed infine Rota).